# Замула, Михаил Кузьмич
Михаи́л Кузьми́ч Заму́ла (9 (24) октября 1914 года, станица Крымская — 6 июня 1984 года, Краснодар) — советский танкист-ас, командир танкового взвода в Великой Отечественной войне.

## Биография
Родился 9 (24) октября 1914 года в станице Крымская Кубанской области, в семье рабочего. Русский. Окончил 8 классов. Работал бухгалтером отдела капитального строительства города Ставрополя.
В Красной Армии с июля 1941 года. В 1942 году окончил Камышинское танковое училище. В боях Великой Отечественной войны с ноября 1942 года.
Танковый взвод 200-й танковой бригады (6-й танковый корпус, 1-я танковая армия, Воронежский фронт) под командованием лейтенанта Михаила Замулы в битве под Курском 8 июля 1943 года в районе села Верхопенье Ивнянского района Белгородской области отразил несколько попыток численно превосходящих сил противника прорваться к деревне. Врагу был нанесён значительный урон в живой силе и боевой технике. За два дня боёв на боевом счету отважного командира танкового взвода М. К. Замулы и экипажа его танка Т-34 было 17 уничтоженных танков противника, из них — 7 тяжёлых танков «Тигр», а также 5 САУ и до сотни солдат и офицеров противника.
Указом Президиума Верховного Совета СССР «О присвоении звания Героя Советского Союза генералам, офицерскому, сержантскому и рядовому составу Красной Армии» от 10 января 1944 года за «образцовое выполнение боевых заданий командования на фронте борьбы с немецко-фашистскими захватчиками и проявленные при этом отвагу и геройство» удостоен звания Героя Советского Союза с вручением ордена Ленина и медали «Золотая Звезда» (№ 874).
Член ВКП(б)/КПСС с 1944 года.
После войны танковый ас продолжил службу в армии. В 1947 году он окончил Военную академию бронетанковых и механизированных войск. С сентября 1966 года вышел в отставку в звании подполковника.
Жил в городе Краснодаре.
Умер 6 июня 1984 года. Похоронен на Славянском кладбище в Краснодаре.

## Память
Именем М. К. Замулы названа средняя школа в селе Верхопенье.

## Награды
- «Золотая Звезда» Героя Советского Союза;
- орден Ленина;
- орден Отечественной войны II степени;
- два ордена Красной Звезды;
- медали.

## Семья
Отец — Кузьма Васильевич, проживал в станице Крымская.